# Andros Kyprianou

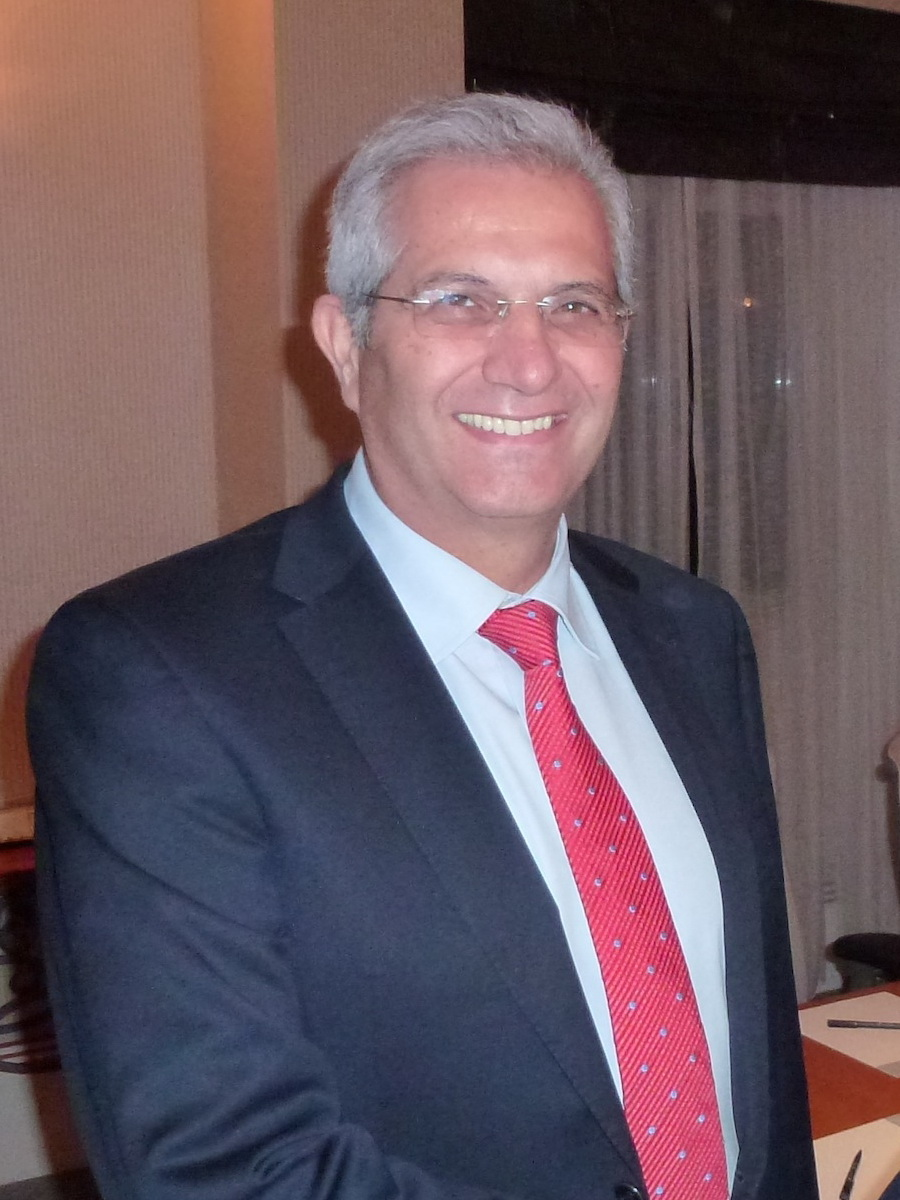
Andros Kyprianou (2011)

Andros Kyprianou (griechisch Άνδρος Κυπριανού; * 26. Oktober 1955 in Strovolos) ist ein zypriotischer Politiker und seit dem 21. Januar 2009 der Generalsekretär der einst marxistisch-leninistischen und heute  eurokommunistischen Fortschrittspartei des werktätigen Volkes (AKEL). 
Am 21. Januar 2009 wurde er mit 57 von insgesamt 105 Stimmen zum Generalsekretär gewählt. Er leitet zudem das Komitee für Innenangelegenheiten im Repräsentantenhaus, dem er seit 2001 angehört.

## Trivia
Andros Kyprianou war früher leistungssportlich beim Badminton aktiv. 1988 gewann er die Cyprus International im Mixed mit Christine Heatly aus Schottland.